# V386 Возничего
V386 Возничего (лат. V386 Aurigae) — одиночная переменная звезда в созвездии Возничего на расстоянии (вычисленном из значения параллакса) приблизительно 13367 световых лет (около 4098 парсеков) от Солнца. Видимая звёздная величина звезды — от +17,38m до +16,37m.

## Характеристики
V386 Возничего — жёлто-белая пульсирующая переменная звезда типа RR Лиры (RRC) спектрального класса F. Эффективная температура — около 7169 K.